# Godavari (Schiff)
Die Godavari war ein Schulschiff und Geleitzerstörer der britischen Hunt-Klasse, ursprünglich als Bedale (L26) für die britische Marine gebaut. Noch vor Fertigstellung wurde das Schiff bis 1946 leihweise der Polnischen (Exil-)Marine überlassen und dort unter dem Namen Ślązak geführt. Es war insbesondere bei alliierten Landungen im Zweiten Weltkrieg in Europa im Einsatz.

Nach einer Zeit in der Reserve wurde der Zerstörer 1953 der Indischen Marine zur Verfügung gestellt und erhielt den Namen Godavari. Nach schwerer Beschädigung durch Auflaufen am 23. März 1976 bei den Malediven, wurde das Schiff 1979 gestrichen und verschrottet.

## Geschichte des Schiffes
Das Schiff wurde als Geleitzerstörer vom Typ II der Hunt-Klasse am 12. Dezember 1939 im Rahmen des britischen Kriegsbauprogramms bei Hawthorn, Leslie in Newcastle bestellt. Die Bauwerft, die erstmals Aufträge für Schiffe der Hunt-Klasse erhielt, sollte von 16 nachbestellten Schiffen des Typs zwei Aufträge als Bedale und Bicester bauen.
Am 25. Mai 1940 erfolgte die Kiellegung des ersten Neubaus Bedale, vier Tage vor der Bicester. Am 23. Juli 1941 lief die Bedale vom Stapel, die erstmals in der Navy den Namen dieser Jagdhund-Rasse erhielt.

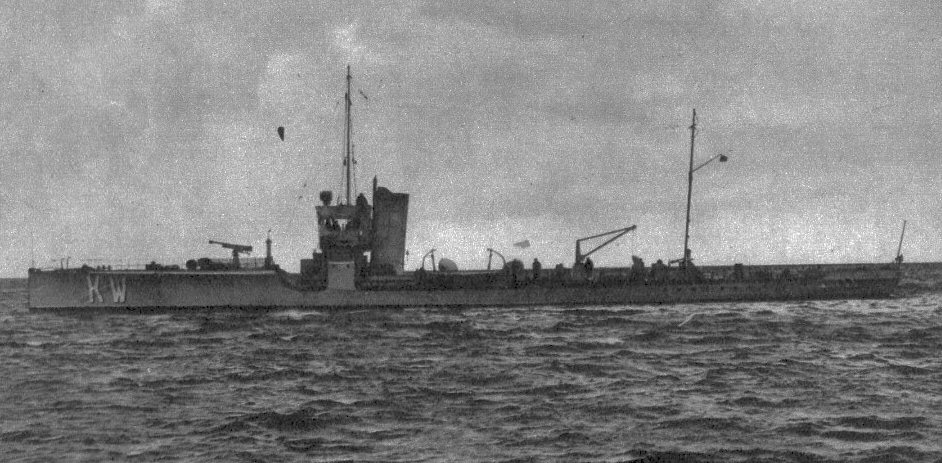
Kujawiak der A 56-Klasse

### Ślązak
Am 9. Mai wurde das Schiff fertiggestellt, das im Vormonat von der Polnischen (Exil-)Marine übernommen worden war und jetzt in Ślązak umbenannt wurde. Sie war nach Krakowiak und der schon im Juni 1942 versenkten Kujawiak das dritte Schiff der Klasse unter polnischer Flagge.
Wie die beiden anderen Schiffe wurde auch Ślązak nach einem der drei Torpedoboote der deutschen A 56-Klasse benannt, die Polen 1921 für den Aufbau einer Marine erworben hatte. Die erste Ślązak war als deutsches Torpedoboot A 59 1917 von der Vulcan-Werft in Stettin fertiggestellt worden und im September 1921 mit zwei Schwesterbooten angekauft worden. 1937 war das veraltete Boot dann ausgesondert und als Zielschiff verbraucht worden.
Schon kurz nach der Indienststellung war die Ślązak am britischen Raid gegen Dieppe beteiligt. Mit neun Landungsschiffen wurden über 6000 kanadische Soldaten und britische Marines am 19. August 1942 gelandet.

Verwundete Soldaten werden von der Ślązak an Land gebracht

Hauptteil der Sicherung waren acht Hunt-Zerstörer, darunter auch die Ślązak. Zwei von ihnen erhielten Artillerietreffer, alle waren Ziel deutscher Luftangriffe, die einen Zerstörer erheblich und die Berkeley schwerst beschädigten, so dass sie von der Albrighton, der späteren deutschen Schulfregatte Raule, beim Rückzug versenkt wurde.
Ślązak rettete über 80 eingeschlossene Soldaten des Royal Regiment of Canada vom Strand, war am Abschuss deutscher Flugzeuge beteiligt und hatte geringfügige Schäden, drei Besatzungsmitglieder wurden an Bord tödlich getroffen. Schon nach wenigen Stunden brachen die Briten den Landungsversuch ab. Die Personalausfälle betrugen 4350 Mann, davon 1179 Tote und 2190 Gefangene.
Im Januar 1943 musste die Ślązak nach Wetterschäden bei der Konvoisicherung im Bereich der südwestlichen Zufahrtswege zu den britischen Inseln eine Werft in Liverpool zur Reparatur aufsuchen. Sie erhielt dabei neben einer verbesserten Radarausstattung auch ein einzelnes 2pdr-40-mm-L/39-Geschütz am Bug zur Abwehr von Schnellbooten. Erst im März nahm sie ihren Dienst in Plymouth wieder auf.
Im Mai 1943 wurde sie dann nach Gibraltar verlegt und nahm im Juni von dort Geleitzugsicherungsaufgaben wahr.

Im Juli 1943 gehörte die Ślązak mit Krakowiak zu den riesigen Sicherungsverbänden bei der alliierten Landung an der Süd- und Südostküste Siziliens am 10. Juli, bei der die Mehrzahl der vorhandenen Hunt-Zerstörer im Einsatz war.

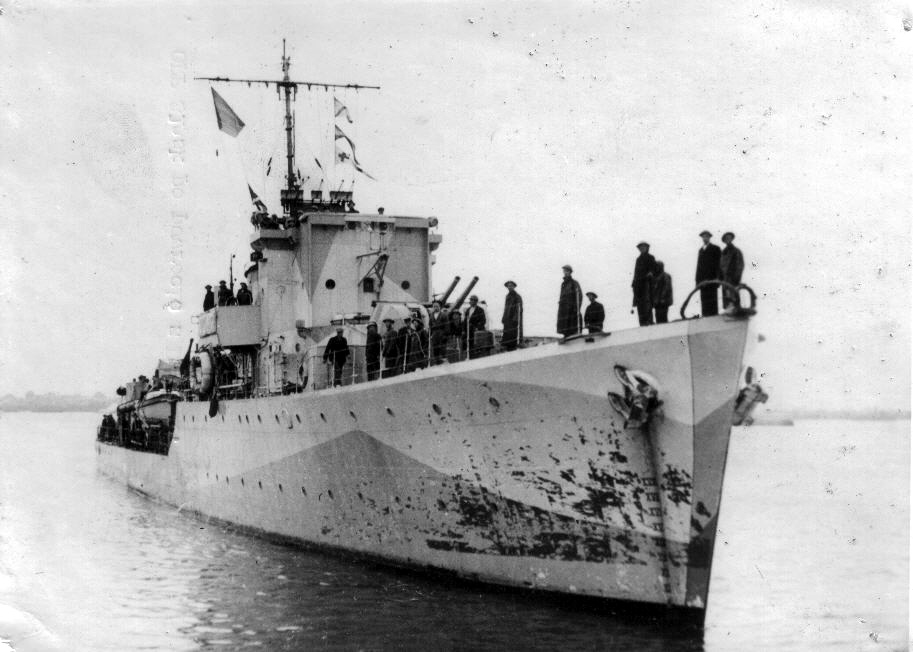
Die Ślązak nach Dieppe

Bei der folgenden Landung der 5. US-Armee in der Bucht von Salerno Anfang September gehörten die beiden polnischen Zerstörer zur Sicherung des die Landung unterstützenden Trägerverbandes von vier Geleitträgern und dem Leichten Träger Unicorn.
Im Dezember 1943 wurden Ślązak und Krakowiak der Hunt-Flottille der Mittelmeerflotte neben sechs britischen Hunt’s in Malta stationiert und unterstützten Seeoperation an den italienischen Küsten.
Im April 1944 verlegte die Ślązak nach Plymouth zur „15th Destroyer Flotilla“. Ab Mai begann sie, ausgerüstet mit zwei zusätzlichen Oerlikons, das Training für den Einsatz in der „Force S“ von Portsmouth aus bei der geplanten Invasion in Nordfrankreich.
Das Schiff sicherte zehn Minensucheinsätze im Kanal und geleitete am 6. Juni den Konvoi S2 durch einen geräumten Korridor von der Isle of Wight zum Landungsraum Sword mit dem Schwesterschiff Middleton sowie den Zerstörern Scourge und Serapis.

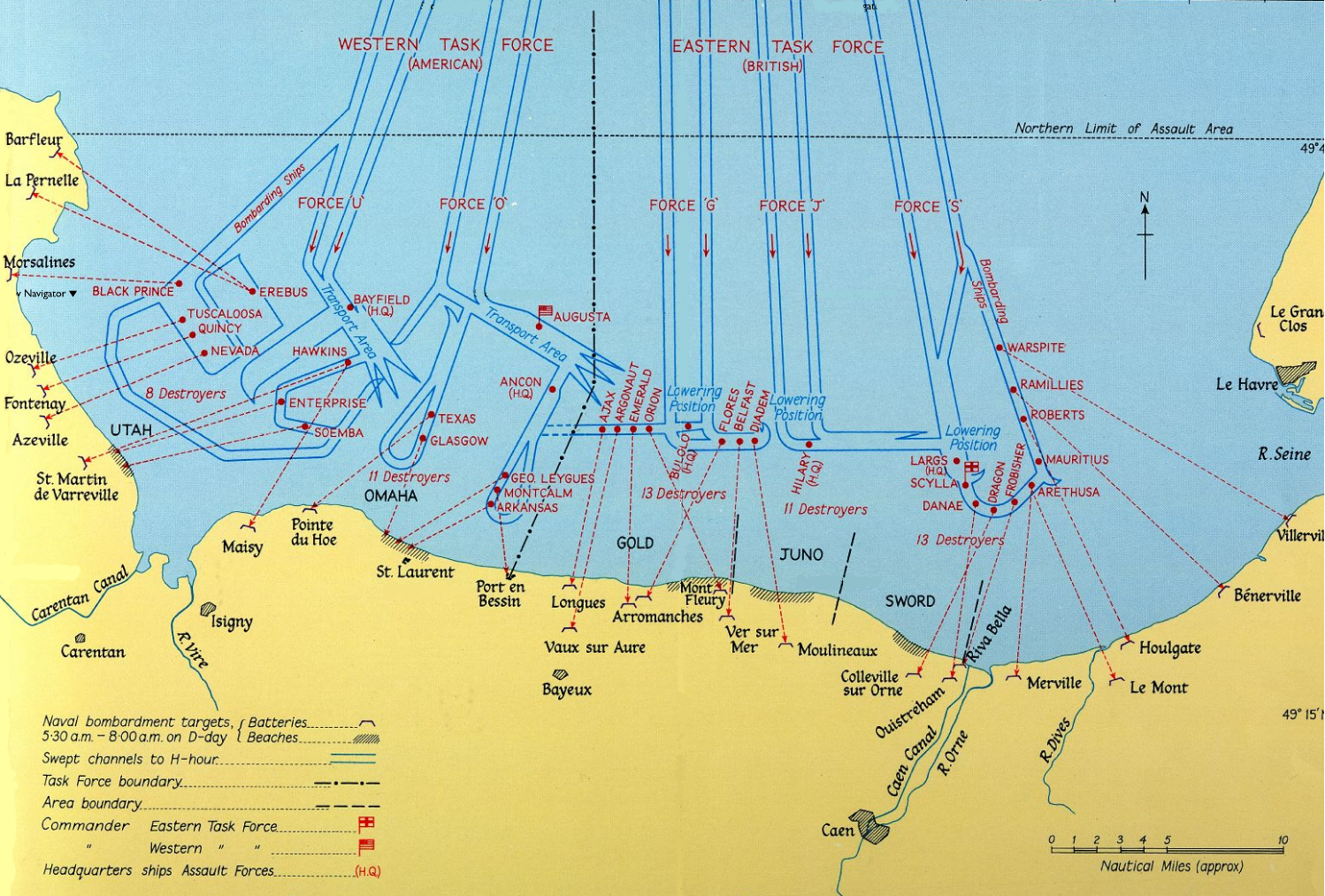
Aufmarsch der Artillerieunterstützung

Mit der Middleton gab die Ślązak den gelandeten Truppen direkte Artillerieunterstützung, zu der später noch (als Force D) zwei britische Schlachtschiffe, der Monitor Roberts, fünf Kreuzer (einschließlich der polnischen Dragon), sowie weitere acht Zerstörer der 23. Flottille (darunter mit Stord und der am Morgen des 6. Juni versenkten Svenner zwei norwegische) sowie der »Hunt«-Zerstörer Eglinton eintrafen. Von den weiteren Einheiten der polnischen Flotte war die Krakowiak im Gold-Sektor in einem ähnlichen Einsatz mit dem (norwegischen) Schwesterschiff Glaisdale und dem Zerstörer Ursa. Die polnischen Zerstörer Błyskawica und Piorun gehörten zur 10. Zerstörer-Flottille, die den Landungsbereich nach Westen gegen deutsche Überwasserkräfte sicherte.
Die Erfolge der Alliierten führten im Oktober zur Verlegung der Ślązak zur „16th Destroyer Flotilla“ nach Harwich. Das während der Invasionskämpfe nicht beschädigte Schiff wurde mit dem Schwesterschiff Krakowiak, fünf britischen Hunt-Zerstörern sowie der norwegischen Arendal zur Konvoisicherung und zur Überwachung der Nordsee und der Kanalzugänge eingesetzt.
Mit dem Kriegsende in Europa wurden die polnischen Geleitzerstörer nach Chatham (Kent) verlegt und neben der Sicherung von Militärgeleiten auch zur Unterstützung der alliierten Besetzung in Nordwest-Europa herangezogen.
Am 27. Mai 1945 liefen Ślązak und Krakowiak als erste polnische Kriegsschiffe Wilhelmshaven an, das von der 1. Polnischen Panzerdivision unter General Maczek erobert worden war und in dessen Nähe eine Polnische Besatzungszone entstand. Bis zum Ende des Jahres 1945 und zu Beginn des Jahres 1946 liefen die beiden Geleitzerstörer mehrfach deutsche Häfen an der Nordsee an.
Am 28. September 1946 wurde die Ślązak wieder an die Royal Navy zurückgegeben und blieb als Bedale über fünf Jahre in der Reserve in Harwich. Ein Versuch der polnischen Regierung, Ślązak und Krakowiak gegen ältere polnische Fahrzeuge einzutauschen, scheiterte 1947.

### Godavari
1952 wurde das Schiff mit anderen für die Abgabe nach Indien vorbereitet. Dazu wurde das Schiff bei Cammell Laird in Birkenhead grundüberholt und am 27. April 1953 von der Indischen Marine übernommen. Sie erhielt den Namen nach dem indischen Fluss sowie der vorherigen Godavari, einer Sloop aus der Black-Swan-Klasse, die als Flaggschiff der Royal Indian Navy 1948 als Sind an Pakistan gekommen war.

Im April und Mai wurden die ebenfalls auf Liverpooler Werften überholten Hunt-II-Zerstörer Lamerton (L88) als Gomati und Chiddingfold (L31) als Ganga ebenfalls von der indischen Marine übernommen. Die drei Schiffe nahmen 1953 an der Flottenparade anlässlich der Krönung der britischen Königin Elizabeth II. teil, ehe alle drei Schiffe am 18. Juni 1953 feierlich der indischen Marine übergeben wurden und ihre neuen Namen erhielten. Die drei ausgeliehenen Schiffe fuhren über das Mittelmeer mit Übungen mit der britischen Flotte und Saudi-Arabien zum indischen Flottenstützpunkt Cochin. Sie bildeten dort die 22. Zerstörerflottille mit Godavari (D92) als Flottillenführer, Gomati (D93) und Ganga (D94). Trotz des Zulaufs von neugebauten Fregatten wurden die Schiffe im April 1959 angekauft und bildeten als Schulschiffe die 11. Zerstörerflottille. 1975 wurden Gomati und Ganga gestrichen und abgebrochen. Die Godavari blieb als Schulschiff im Einsatz. Nach schwerer Beschädigung durch Auflaufen am 23. März 1976 bei den Malediven, die eine Reparatur nicht mehr zuließ, wurde das Schiff 1979 gestrichen und verschrottet.